# Сухски окръг
Сухски окръг (на полски: Powiat suski) е окръг в Южна Полша, Малополско войводство. Заема площ от 685,71 км2. Административен център е град Суха Бескидзка.

## География
Окръгът се намира в историческия регион Малополша. Разположен е в западната част на войводството.

## Население
Населението на окръга възлиза на 84 019 души (2012 г.). Гъстотата е 123 души/км2.

## Административно деление
Администартивно окръга е разделен на 9 общини.
Градски общини:
- Йорданов
- Суха Бескидзка

Градско-селска община:
- Община Маков Подхалянски

Селски общини:
- Община Бистра-Шиджина
- Община Будзов
- Община Завоя
- Община Зембжице
- Община Йорданов
- Община Стришава

## Фотогалерия
- Йорданов
- Маков Подхалянски
- Суха Бескидзка